# Холденвилл
Холденвилл (англ. Holdenville) — город и административный центр округа Хьюс в штате Оклахома в Соединённых Штатах Америки.
По данным переписи населения США 2020 года, число жителей города составляло 5 тысяч 934 человека.

## История
Холденвилл начинает свою историю с поселения криков под названием «echo», что в буквальном переводе означает «олень». Джордж Б. Фентресс управлял там универсальным магазином, а 24 мая 1895 года там открылось почтовое отделение под названием «Фентресс».

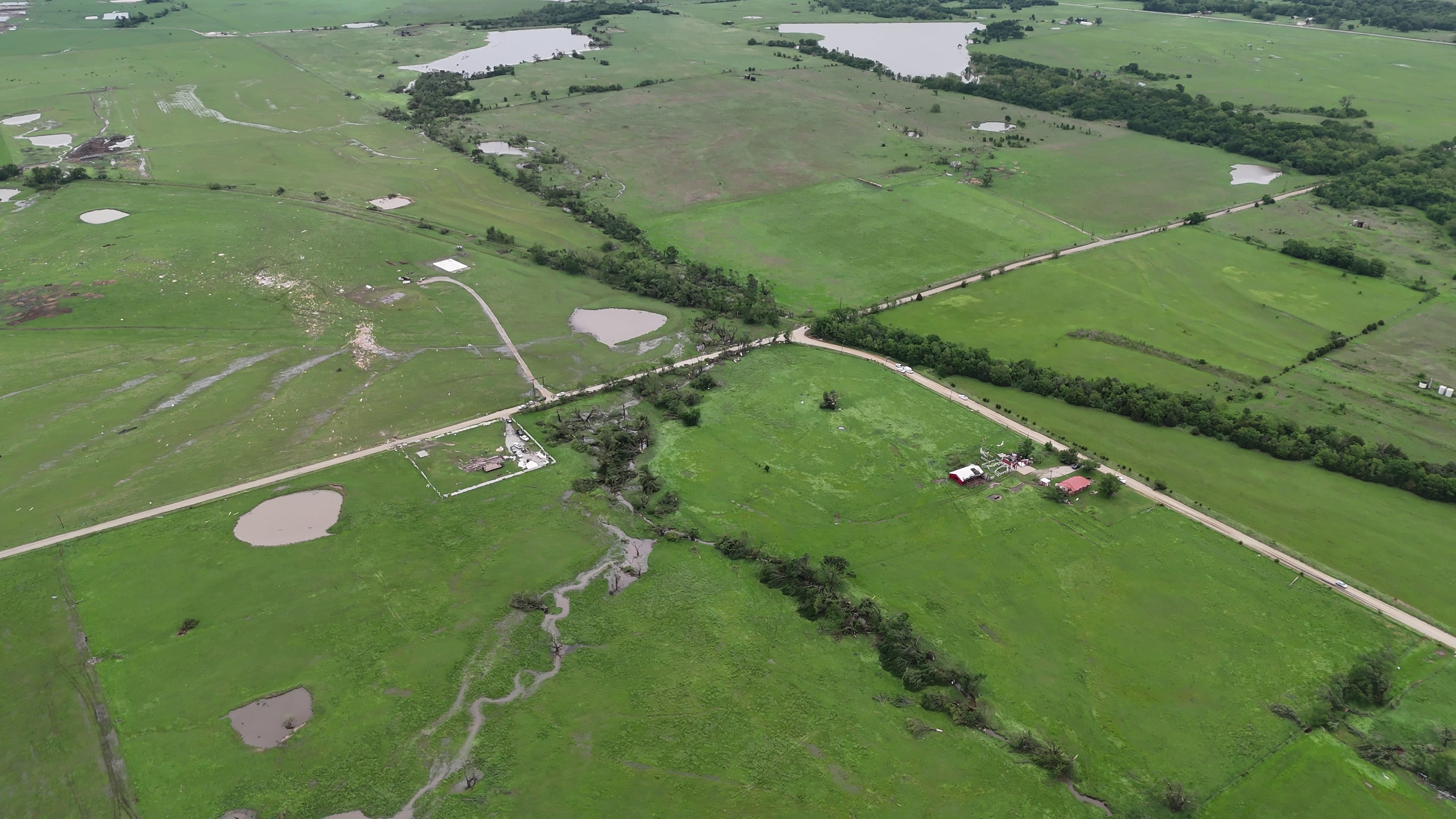
Последствия Торнадо В США 25—28 апреля 2024 года

Железная дорога от Арканзаса до Индейской территории прошла через поселение в 1890-х годах. В период строительства был создан железнодорожный лагерь для обслуживания строительства железной дороги. Железнодорожники назвали лагерь «Холден» в честь Дж. Ф. Холдена, аудитора и диспетчера этого участка железной дороги. В 1895 году в Конгресс США был доставлен запрос на создание почтового отделения в Холдене. Запрос был отклонен, поскольку название было слишком похоже на название другого почтового отделения — «Holder». Когда название было изменено на нынешнее, его утвердили.
27 апреля 2024 года на Холденвилл обрушился мощный торнадо, который унёс несколько жизней и нанёс значительный материальный ущерб городу.

## География
Район где стоит город в основном лесистый и окружен пологими холмами, изредка прерываемыми небольшими речками и ручьями.
Холденвилл находится примерно в 75 милях (121 км) от города Оклахома-Сити,  в пяти милях к северу от одноимённого озера (англ. Holdenville City Lake), в восьми милях к северу от Канейдиан-Ривер и в шести милях к северу от реки Литл.
По данным Бюро переписи населения США, город имеет общую площадь 4,8 квадратных миль (12 км2), все это суша.